# Sola Sierra
Sola Ángela Sierra Henríquez (Santiago de Chile, 1 de diciembre de 1935-1 de julio de 1999) fue una activista por los derechos humanos chilena. Se desempeñó como presidenta de la Agrupación de Familiares de Detenidos Desaparecidos (AFDD) entre 1977 y 1999.

## Biografía
Hija de Marcial Sierra, un trabajador de las salitreras, y de Ángela Henríquez, costurera y sobreviviente de la Matanza de la Escuela Santa María de Iquique. Su familia era proveniente del norte de Chile, pero debió trasladarse a la capital en 1931, por problemas económicos durante la crisis salitrera. Por los problemas económicos de su familia, no puede terminar su educación, pero durante su permanencia en el Liceo Darío Salas se dedicó a organizar clubes y agrupaciones entre los alumnos. A los 19 años ingresa al Partido Comunista de Chile.
A finales de la década de 1950, Sola organiza diversas agrupaciones femeninas por todo Chile, siendo el primero el "Encuentro de clubes de amigas" en el balneario de El Tabo. El año 1962, se casa con Waldo Pizarro, y se trasladan juntos a vivir a La Serena. Es en esa ciudad donde nacen sus hijos Waldo, Lenia y Lorena. Tras el Golpe de Estado del 11 de septiembre de 1973, en donde los militares dirigidos por el general Augusto Pinochet derrocaron al presidente democráticamente electo Salvador Allende, Sola Sierra decide apoyar a los detenidos por la dictadura militar, visitando cárceles y campos de concentración de prisioneros políticos, en una situación muy vigilada y peligrosa en el país.
El año 1976, su esposo Waldo Pizarro es detenido y desaparecido por la Dirección de Inteligencia Nacional (DINA) por su oposición al régimen de Pinochet y nunca más se vuelve a saber de él. Este hecho marca un antes y después en la vida de Sola Sierra, pues además del gran golpe emocional, desde ese momento pasa a formar parte de la Agrupación de Familiares de Detenidos Desaparecidos (AFDD), que se encarga de denunciar ante las instituciones internacionales las violaciones a los derechos humanos llevadas a cabo por el régimen militar. Su activa participación en la defensa de los derechos humanos llevó a que fuera elegida por cinco veces consecutivas como Presidenta de la agrupación, entre noviembre de 1977 y su muerte, en 1999.
Con el regreso de la democracia en 1990, Sierra participa en conciertos y actos masivos de Amnistía Internacional. Es recordada por bailar la «Cueca Sola», una manifestación artística de memoria junto a otras familiares de detenidos desaparecidos como parte de las celebraciones, en un acto en el Estadio Nacional tras la elección de Patricio Aylwin como el primer presidente luego del retorno a la democracia. Más tarde, con el arresto de Augusto Pinochet en Londres en 1998, Sola Sierra participa en los alegatos que piden la extradición de Pinochet para que fuera juzgado en Chile. Sola Sierra falleció de cáncer a los 63 años el 1 de julio de 1999.
Tras su muerte, Viviana Díaz asumió la presidencia de la AFDD, y en 2003, su hija, Lorena Pizarro Sierra, fue elegida presidenta de la agrupación.

## Premios y reconocimientos

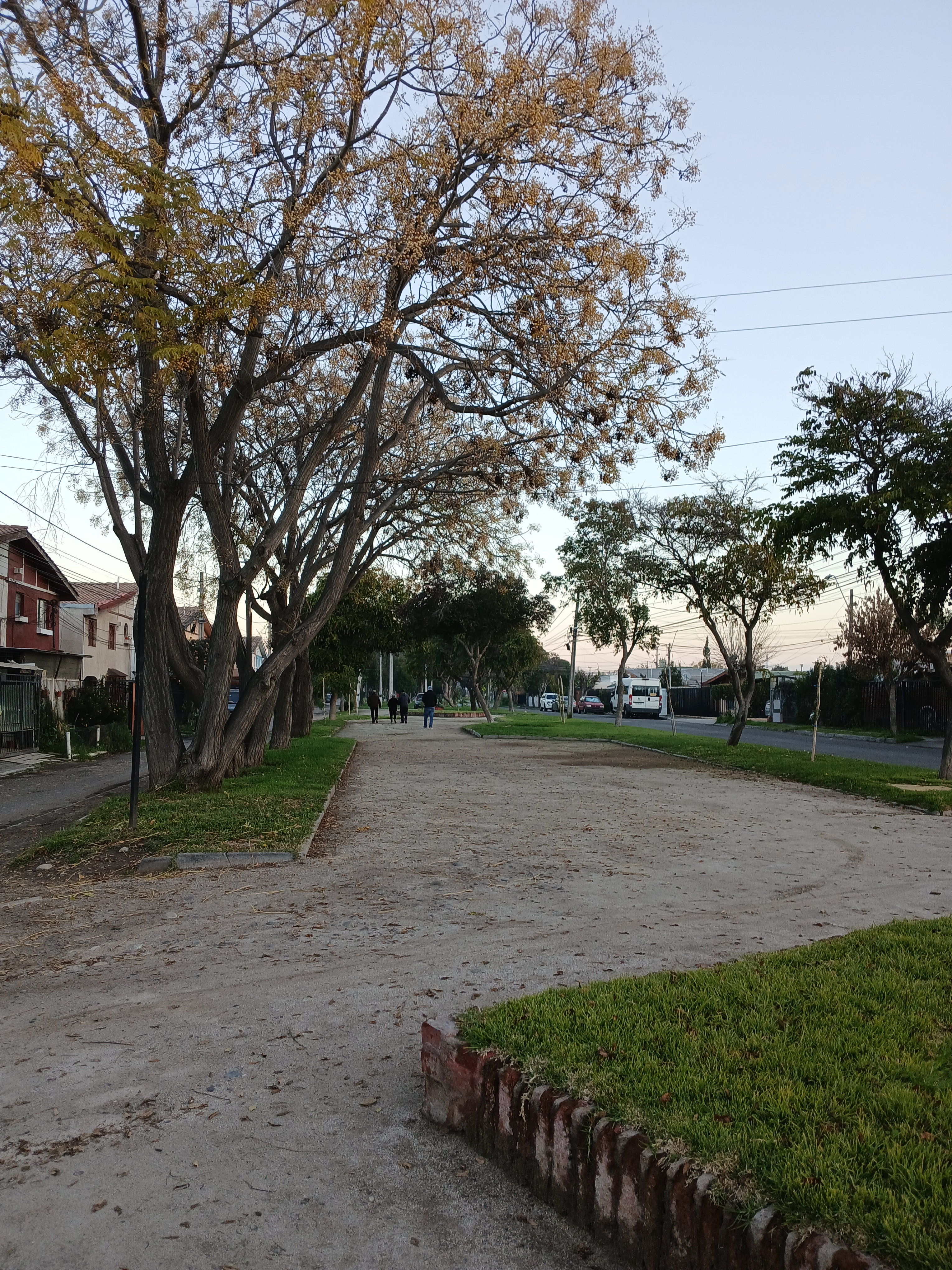
El Parque Sola Sierra Henríquez, ubicado en la villa Maestranza de Maipú.

Entre los premios que recibió por su labor y la de la AFDD por la defensa de los derechos humanos están:
- Premio Letelier-Moffit (1979).
- Premio Servicio, Paz y Justicia (1979).
- Premio Patricio Sobrazo (1985).
- Homenaje de la Central Unitaria de Trabajadores (1990).
- Premio por la Vida Rodrigo Rojas Denegri (1990).
- Premio Víctor Jara (1992).
- Premio Internacional Alfonso Comín (1998), entre otros.
- Homenaje de la banda chilena Polimetro. Su disco Metropolis contiene la canción "Sola (dedicada a Sola Sierra)".
- Homenaje de la Municipalidad de Maipú: Parque Sola Sierra Henríquez (33°30′59.7″S 70°46′04.0″O / -33.516583, -70.767778).